# Guibaré
 Guibare là một tổng thuộc  tỉnh Bam ở tây bắc Burkina Faso. Thủ phủ là thị xã Guibare. Theo điều tra dân số năm 1996, tổng này có tổng dân số 22.510 .

## Các thị xã và làng xã
- Thị xã Guibaré
- Barsa
- Bokin
- Gougré
- Karentenga
- Koundoula
- Sakoudi
- Niangouèla
- Sindri
- Vousnango
- Tontenga
- Wattinoma
- Yilou